# ماری تاناکا
 ماری تاناکا (انگلیسی: Mari Tanaka؛ زاده ۱۱ ژانویهٔ ۱۹۸۷) یک تنیس‌باز اهل ژاپن است.